# Гей-ікона

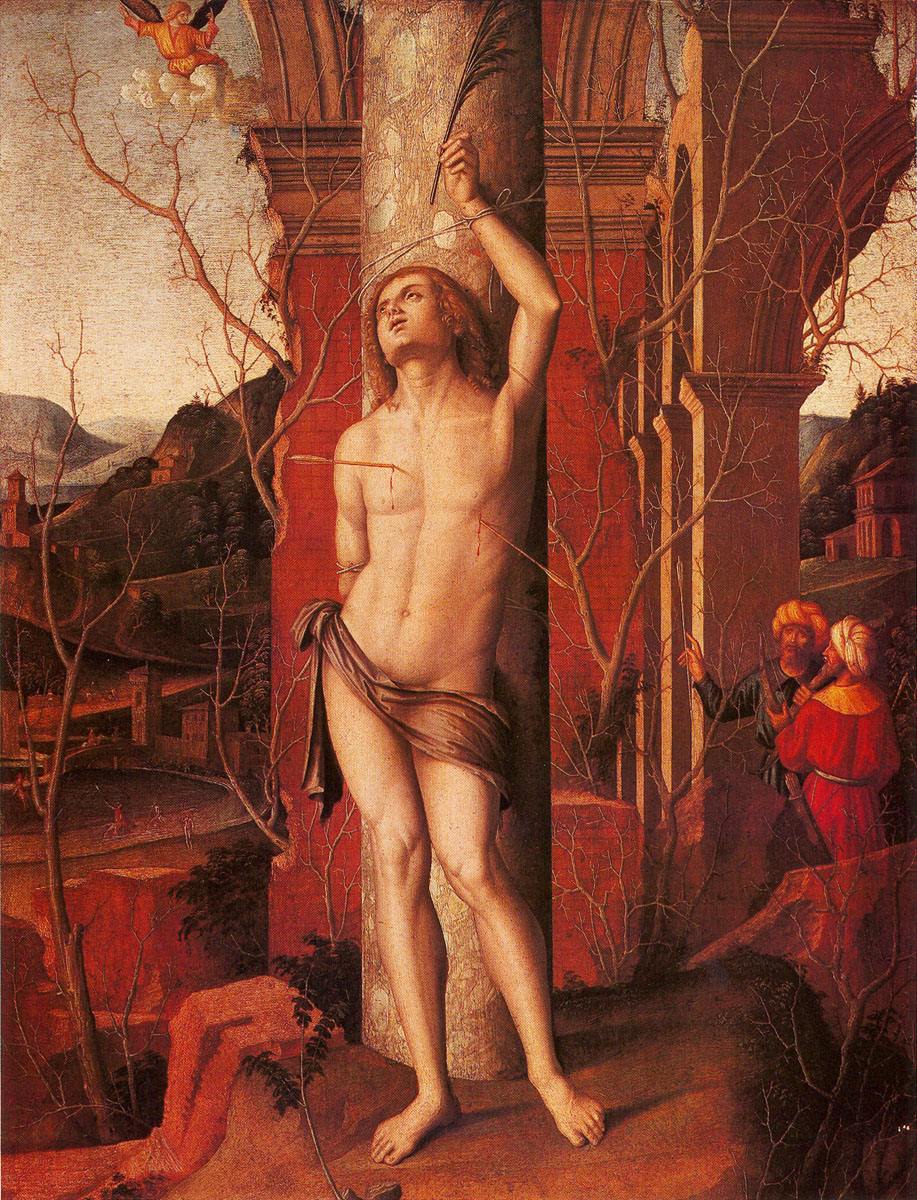
Святий Севастіан, перша історично зафіксована гей-ікона

Гей-ікона (англ. Gay icon)  — публічна особистість, яка набула статусу культової серед членів ЛГБТ-спільноти.
У західному світі XIX століття відбулося становлення культури кумирів. Різноманітні політичні та ідеологічні, культурні та соціальні, мистецькі та етнічні течії, навіть комерційні підприємства, створювали образи культових особистостей, щоб викликати обожнювання серед людей, притягувати та утримувати прихильників. Споживча культура, суспільство споживання та індустрія розваг створили ринок ідолів, що стрімко розвинувся. Цьому, значною мірою, допомагали ЗМІ, які швидко, масово та потужно тиражували нові популярні образи.
У цій атмосфері представники ЛГБТ, які жили в соціумі, який їх принижував, який не сприймав їх любов до своєї статі, криміналізував та позбавляв прав, намагались відмежуватись від реальності, вигадуючи образи гей-ікон, які допомагали відволіктись чи переборювати життєві негаразди, обійти обмеження, що були створені гетеросексистською культурною матрицею.
Критерії, за якими ті чи інші персони були визнані культовими, різняться. Людина ставала гей-іконою тому що ЛГБТ-людям здавалось, що його діяльність, стан, почуття, спосіб мислення або ж зовнішність — відображають їх власний, особистий пережитий досвід. Історичні персонажі, наприклад, ставали гей-іконами з причини вказівки деяких істориків на їхню гомосексуальну орієнтацію. Більшість сучасних гей-ікон мають відношення до музичної чи акторської діяльності, оскільки ці сфери найбільш дотичні до особистих переживань і часто створюють враження співпереживання.
Часто такі образи мають романтичний або ж еротичний настрій (гомоеротичний образ Святого Севастіана). При цьому жорсткий гендерний розподіл ролей у суспільстві призвів до того, що симпатії чоловіків-геїв були звернуті образам жінок, які своєю незалежністю та дотепністю перемагали життєві труднощі та статеву сегрегацію (Леді Гага, Барбра Стрейзанд, Шер, Мадонна, Лоліта Мілявська). Лесбійкам також подобались образи сильних та незалежних жінок. Інші ставали іконами лише тому, що їх яскравий образ дозволяв забувати про життєві негаразди, особливо коли їхня історія супроводжувалась різким позитивним зламом в житті, чого так хотіли більшість ЛГБТ. Крім того, іконами вважаються відкриті геї та лесбійки, які своїм особистим прикладом надихали спільноту (Гарві Мілк, Стівен Фрай, Ієн Маккеллен, Елтон Джон). Також, визнання отримали знакові для історії та мистецтва люди, про яких було відомо, що вони геї (Оскар Уайльд, Волт Вітмен, Петро Чайковський).